# Villaputzu
Villaputzu (sardinski: Biddepùtzi) je grad i općina (comune) u pokrajini Južnoj Sardiniji u regiji Sardiniji, Italija. Nalazi se na nadmorskoj visini od 11 metar i ima 4 763 stanovnika.
 Prostire se na 181,31 km². Gustoća naseljenosti je 26 st/km².
Susjedne općine su: Armungia, Arzana, Ballao, Escalaplano, Jerzu, Muravera, Perdasdefogu, San Vito, Ulassai i Villasalto.